# Богодарове
Богода́рове — село в Україні, у Барвінківській міській громаді Ізюмського району Харківської області. Населення становить 374 осіб. До 2020 орган місцевого самоврядування — Богодарівська сільська рада.

## Географія
Село Богодарове знаходиться на обох берегах річки Лукноваха, є кілька мостів. Поруч проходить автомобільна дорога Т 2113. На захід від села знаходиться Богодарівське водосховище (~ 180 га) на річці Домаха.
До села Богодарове примикають села Малолітки і Надеждівка. Село знаходиться за 7 км від районного центру Барвінкове.

## Історія
Перші згадки про село відносяться до 1815 року. Належало воно генералові, який програв ціле село з його мешканцями в карти. Новий власник села назвав його Богодаровим. У 1849 році тут була збудована кам'яна двохпрестольна Царице-Олександрівська церква. Зведена вона була за власні кошти колезького асесора Івана Плещеєва. При церкві функціонувала церковно-приходська школа.
Богодарове постраждало внаслідок геноциду українського народу, проведеного урядом СССР в 1932—1933 роках, кількість встановлених жертв — 84 людей.
12 червня 2020 року, відповідно до Розпорядження Кабінету Міністрів України  № 725-р «Про визначення адміністративних центрів та затвердження територій територіальних громад Харківської області», увійшло до складу Барвінківської міської громади.
19 липня 2020 року, в результаті адміністративно-територіальної реформи та ліквідації Барвінківського району, село увійшло до складу Ізюмського району.

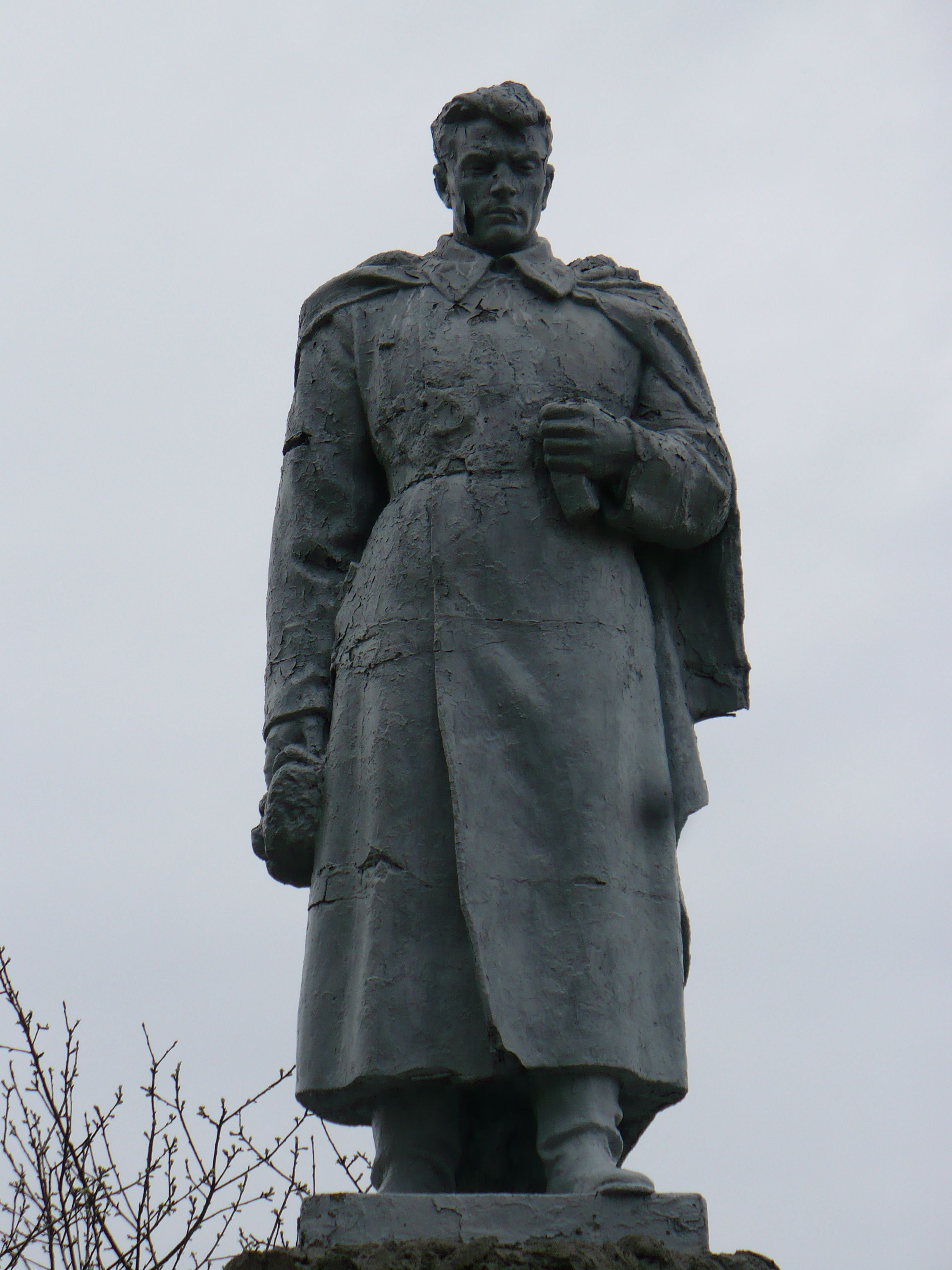
Братські могили (2) червоноармійців і радянських воїнів. Поховано 24 червоноармійця і 208 рад. воїнів.

## Пам'ятки
Колись село славилося своїм дендропарком, насадженим навколо садиби Плещеєвих. Навколо села зареєстровано 10 курганів висотою від 1,6 до 4,7 м. Тут також було знайдено чотири кам'яні статуї.

## Сьогодення
У Богодаровому є загальноосвітня І-Ш ступенів школа, у якій навчається 108 учнів й працює 18 вчителів. Діє Будинок культури, ФАП, бібліотека, магазин.